# Sára Milfajtová
Sára Milfajtová (* 20. září 1991 Brno) je česká divadelní, filmová a televizní herečka a zpěvačka.
Vystudovala obor mediální studia na Metropolitní univerzitě Praha. Od roku 2014 je členkou zpěvohry Městského divadla Brno. Působila jako herečka také v Národním divadle Brno.

## Role v Městském divadlo Brno
- Company, Dáma z jezera – Monty Python´s Spamalot
- Kněžna Mjagká, Thérèse – Anna Karenina
- Turistka, Amanda - prodavačka I., Greta – Pretty Woman
- Jana Kubecová, 2. delegátka z magistrátu, 1. novinářka, 2. žena z vlaku, 7. host při křtu – Skleněný pokoj
- Pijačka – Les Misérables (Bídníci)
- Estelle Genovesová, Jerryho občasná přítelkyně – Donaha!
- Company – DUCH
- Čtyři Američanky a další role – Ostrov pokladů
- Alžběta, britská královna – Bítls
- Candela – Ženy na pokraji nervového zhroucení

## Filmy a seriály
- Helena (2012)
- Kameňák 4 (2013)
- Ordinace v růžové zahradě (2015)
- Modrý kód (2017)
- Teambuilding (2018)
- Slunečná (2020)
- Devadesátky (2022)
- ZOO (2022)
- Einstein - Případy nesnesitelného génia (2023)
- Duch (2024)
- Máme rádi Česko (zpěv)